# Прапор Рудників (Коломийський район)
Прапор Рудників — офіційний символ села Рудники, Коломийського району Івано-Франківської області, затверджений 27 січня 2023 р. рішенням сесії Заболотівської селищної ради.
Автори — А. Гречило та В. Косован.

## Опис
Квадратне полотнище, що складається із двох горизонтальних смуг, розділених хвилясто (співвідношення їхніх ширин рівне 4:1), на верхній жовтій смузі зелений дуб із жолудями, на нижній синій — повернута до древка біла риба.

## Значення символів
уб є символом міцності, вказує на гордість Рудників — 800-річний старий дуб, який має в діаметрі понад 6 м. Риба, синє поле та хвилясте ділення означають розташування села над річкою Рибницею. Жовтий колір є символом щедрості, добробуту та багатства.